# Lunar Precursor Robotic Program

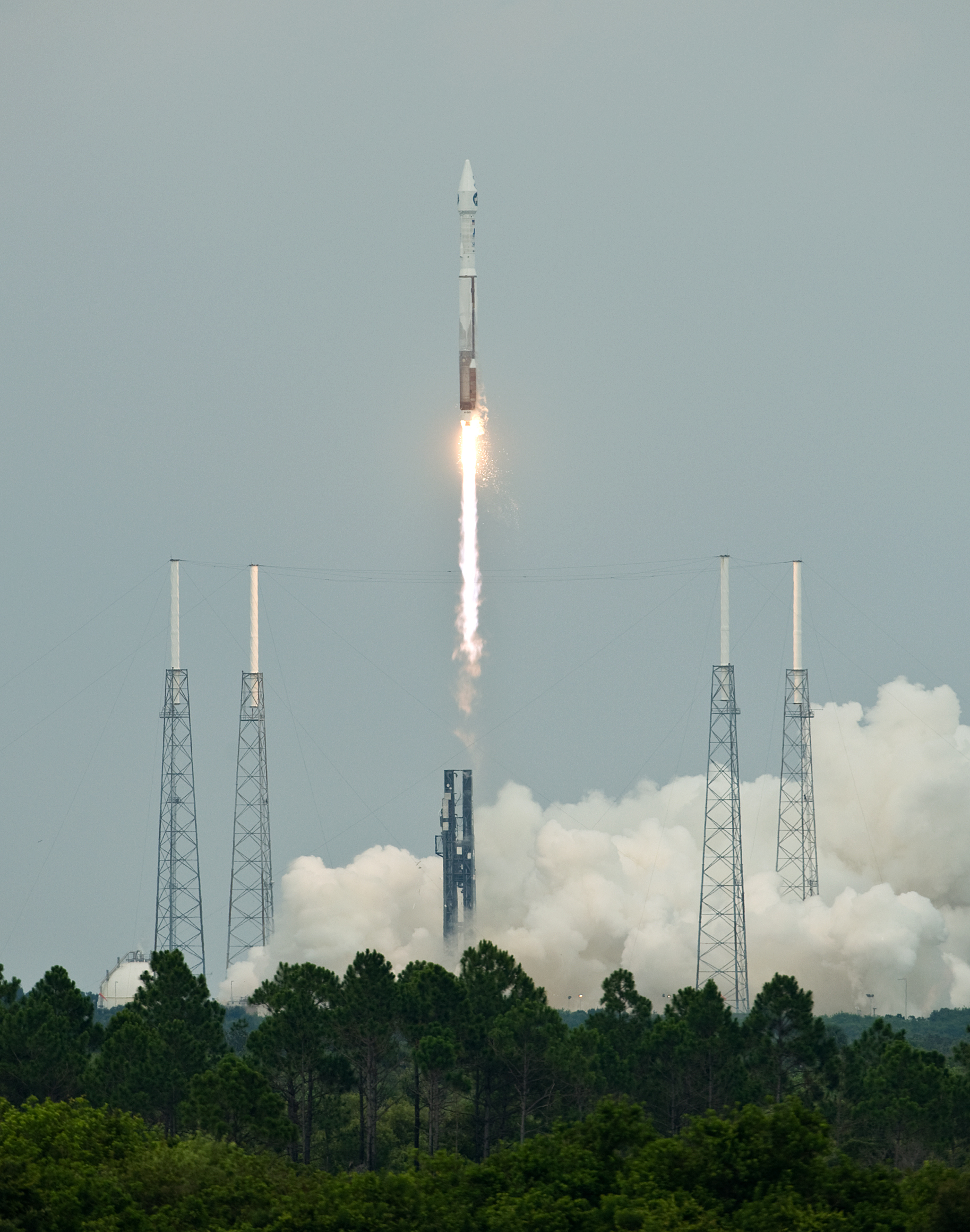
O foguete Atlas V-Centaur carregando o LRO e o LCROSS logo após a decolagem.

O Lunar Precursor Robotic Program (Programa de Precursores Robóticos Lunares - LPRP) é um programa de missões de espaçonaves robóticas que a Nasa usou para preparar futuras missões espaciais tripuladas para a Lua. Duas missões LPRP, o Lunar Reconnaissance Orbiter (LRO) e o Lunar Crater Observation and Sensing Satellite (LCROSS) foram lançadas em junho de 2009.
A decolagem sobre a Estação da Força Aérea de Cabo Canaveral na Flórida deu-se sem problemas de 18 de junho de 2009. O foguete não-tripulado Atlas V lançou as duas sondas espaciais em direção à Lua, onde elas irão fazer um mapa 3-D e procurar por água junto com o Telescópio Espacial Hubble. A data de lançamento, originalmente planejada para outubro de 2008, foi atrasada de quarta-feira para quinta-feira devido a um atraso no lançamento de sábado (13 de junho) do ônibus espacial Endeavour, resultado de um vazamento em um tanque de hidrogênio. Este programa lunar marca a primeira missão norte-americana para a Lua em mais de dez anos.
O primeiro passo de Neil Armstrong na Lua aconteceu em 20 de julho de 1969, e este lançamento foi feito 32 dias antes do 40º aniversário.
A viagem para a Lua levou quatro dias, no fim dos quais a LRO entrou em órbita baixa em torno da Lua, enquanto a missão LCROSS executou um "movimento" para entrar em uma órbita muito diferente para preparar uma colisão com a lua superfície vários meses depois. O impacto lunar projetado do Centaur e da espaçonave LCROSS estava programado para às 11h30 UT do dia 9 de outubro de 2009, ± 30 minutos. A nuvem do impacto do Centaur foi prevista para ser visível em telescópios com aberturas tão pequenas quanto 10 a 12 polegadas (25,4 cm a 30,48 cm).